# Liste der denkmalgeschützten Objekte in Weißkirchen in Steiermark
Die Liste der denkmalgeschützten Objekte in Weißkirchen in Steiermark enthält die 22 denkmalgeschützten, unbeweglichen Objekte der österreichischen Gemeinde Weißkirchen im steirischen Bezirk Murtal.

## Denkmäler
| Foto |                 | Denkmal | Standort                                                            | Beschreibung | Metadaten |
| ---- | --------------- | --- | ------------------------------------------------------------------- | --- | --- |
| ja   | Datei hochladen | Kath. Filialkirche hl. Maximilian, sog. Maxlan Kapelle HERIS-ID: 77246 Objekt-ID: 90864                      | Baumkirchen 8 Standort KG: Allersdorf                               | Romanische Rundkapelle mit Kegeldach und barockem Altar | BDA-Hist.: Q38148830 Status: § 2a Stand der BDA-Liste: 2025-06-30 Name: Kath. Filialkirche hl. Maximilian, sog. Maxlan Kapelle GstNr.: 230 Maxlankapelle                                                                    |
| ja   | Datei hochladen | Wegkapelle, sog. Krugmoarkapelle HERIS-ID: 77281 Objekt-ID: 90900                                            | Großfeistritz 1a Standort KG: Feistritz                             | | BDA-Hist.: Q38148880 Status: § 2a Stand der BDA-Liste: 2025-06-30 Name: Wegkapelle, sog. Krugmoarkapelle GstNr.: 1109 |
| ja   | Datei hochladen | Anlage Gut Thann HERIS-ID: 77300 Objekt-ID: 90921seit 2015                                                   | Thann 12 Standort KG: Feistritz                                     | Das eigentliche Schloss, um 1560 an Stelle einer älteren Burg erbaut, ist noch auf Stichen von Vischer vom Ende des 17. Jahrhunderts zu sehen, seither aber verfallen. Erhalten ist noch ein seitliches Wirtschaftsgebäude mit Rundturm, ein Teil der westlichen Umfassungsmauer mit Zinnen und das sogenannte Stöckl, ein Bau aus dem frühen 19. Jahrhundert.                                                            | BDA-Hist.: Q38148947 Status: Bescheid Stand der BDA-Liste: 2025-06-30 Name: Anlage Gut Thann GstNr.: 1000 Gut Thann, Feistritz                                                                                              |
| ja   | Datei hochladen | Arsenofen HERIS-ID: 37372 Objekt-ID: 36497                                                                   | gegenüber Kothgraben 8 Standort KG: Kothgraben                      | Der pfeilerartige Steinbau wurde Mitte des 19. Jahrhunderts erbaut und ist heute eine Ruine. Die Bergwerksstollen und Schlackenhalden der Arsengewinnung seit dem Mittelalter sind noch gut sichtbar. | BDA-Hist.: Q37975283 Status: Bescheid Stand der BDA-Liste: 2025-06-30 Name: Arsenofen GstNr.: 322/2 |
| ja   | Datei hochladen | Kath. Filialkirche, ehem. Wallfahrtskirche Mariä Himmelfahrt und Friedhof HERIS-ID: 51647 Objekt-ID: 57356   | Maria Buch 1a Standort KG: Maria Buch                               | Angeblich 1455 erbaute Hallenkirche | BDA-Hist.: Q38046594 Status: § 2a Stand der BDA-Liste: 2025-06-30 Name: Kath. Filialkirche, ehem. Wallfahrtskirche Mariä Himmelfahrt und Friedhof GstNr.: .49, 782/2, 782/1 Church of the Assumption (Maria Buch-Feistritz) |
| ja   | Datei hochladen | Pfarrhof HERIS-ID: 51648 Objekt-ID: 57357                                                                    | Maria Buch 1 Standort KG: Maria Buch                                | Pfarrhof mit Schmiedeeisengitter aus dem 18. Jahrhundert | BDA-Hist.: Q38046603 Status: § 2a Stand der BDA-Liste: 2025-06-30 Name: Pfarrhof GstNr.: .48 Pfarrhof Maria Buch-Feistritz                                                                                                  |
| ja   | Datei hochladen | ehem. Mesnerhaus HERIS-ID: 77264 Objekt-ID: 90882                                                            | Maria Buch 2 Standort KG: Maria Buch                                | | BDA-Hist.: Q38148851 Status: § 2a Stand der BDA-Liste: 2025-06-30 Name: ehem. Mesnerhaus GstNr.: .51/1 |
| ja   | Datei hochladen | Burgruine Liechtenstein HERIS-ID: 77296 Objekt-ID: 90917                                                     | bei Murdorf 6 Standort KG: Maria Buch                               | Das Hochschloss wurde erstmals 1140 erwähnt und ist heute eine Ruine. Es war der Stammsitz der Liechtensteiner (prominentestes Mitglied Ulrich von Liechtenstein), die allerdings mit dem heutigen Haus Liechtenstein nicht näher verwandt sind. Anmerkung: lt. Dehio fälschlicherweise zu Judenburg | BDA-Hist.: Q38148927 Status: Bescheid Stand der BDA-Liste: 2025-06-30 Name: Burgruine Liechtenstein GstNr.: 584/1 Burgruine Liechtenstein                                                                                   |
| ja   | Datei hochladen | Bildstock HERIS-ID: 77293 Objekt-ID: 90913                                                                   | östlich Südtirolerstraße 2 Standort KG: Maria Buch                  | Bildstock aus der zweiten Hälfte des 17. Jahrhunderts | BDA-Hist.: Q38148910 Status: § 2a Stand der BDA-Liste: 2025-06-30 Name: Bildstock GstNr.: 1238 |
| ja   | Datei hochladen | Bildstock HERIS-ID: 77295 Objekt-ID: 90916                                                                   | östlich Südtirolerstraße 2 Standort KG: Maria Buch                  | Bildstock aus der zweiten Hälfte des 17. Jahrhunderts | BDA-Hist.: Q38148919 Status: § 2a Stand der BDA-Liste: 2025-06-30 Name: Bildstock GstNr.: 1239 |
| ja   | Datei hochladen | Bildstock, Florianikreuz HERIS-ID: 77282 Objekt-ID: 90901                                                    | westlich Wöllmerdorf 2 Standort KG: Maria Buch                      | | BDA-Hist.: Q38148889 Status: § 2a Stand der BDA-Liste: 2025-06-30 Name: Bildstock, Florianikreuz GstNr.: 1126 Florianikreuz Maria Buch-Feistritz                                                                            |
| ja   | Datei hochladen | Bildstock HERIS-ID: 77364 Objekt-ID: 90990                                                                   | Standort KG: Maria Buch                                             | Bildstock aus der zweiten Hälfte des 17. Jahrhunderts | BDA-Hist.: Q38149109 Status: § 2a Stand der BDA-Liste: 2025-06-30 Name: Bildstock GstNr.: 1225 |
| ja   | Datei hochladen | Burgruine Eppenstein HERIS-ID: 88540 Objekt-ID: 103113                                                       | gegenüber Eppenstein 2 Standort KG: Mühldorf                        | Die Burg Eppenstein wurde erstmals im Jahr 1160 urkundlich erwähnt. Sie wechselte häufig die Besitzer (unter anderem die Geschlechter der Traungauer, Eppensteiner und Nádasdy, sowie viele andere), ehe sie durch Brand und Erdbeben zerstört wurde. | BDA-Hist.: Q874487 Status: Bescheid Stand der BDA-Liste: 2025-06-30 Name: Burgruine Eppenstein GstNr.: 1058, 1062, 1077/2, 1057/1, 1060, 1061, 1086/2 Burgruine Eppenstein                                                  |
| ja   | Datei hochladen | Ehem. Hammerherrenhaus HERIS-ID: 36902 Objekt-ID: 35952                                                      | Eppenstein 6 Standort KG: Mühldorf                                  | Das Hammerherrenhaus wurde um 1790 für den Gewerken Johann Aloys Zeilinger erbaut. Seine siebenachsige Front zeigt einen giebelgekrönten Mittelrisalit und ein Steinportal. | BDA-Hist.: Q37972819 Status: Bescheid Stand der BDA-Liste: 2025-06-30 Name: Ehem. Hammerherrenhaus GstNr.: .138/1 Eppenstein Hammerherrenhaus                                                                               |
| ja   | Datei hochladen | Sog. Wegkreuz Hahnleiten HERIS-ID: 47013 Objekt-ID: 49439                                                    | westlich von Krottenhofweg 50, bei Mühldorf 5 Standort KG: Mühldorf | Krottenhofkreuz, Besitzer: Familie Penz vlg. Krottenhof in Mühldorf 5. Laut Inschrift wurde das Krottenhofkreuz im Jahre 1772 errichtet. Im Laufe der Jahre gab es mehrere Renovierungen, zuletzt im Jahre 1981. | BDA-Hist.: Q38025165 Status: Bescheid Stand der BDA-Liste: 2025-06-30 Name: Sog. Wegkreuz Hahnleiten GstNr.: 100/4 Wegkreuz Hahnleiten Eppenstein                                                                           |
| ja   | Datei hochladen | Kapelle hll. Rochus und Sebastian sowie Wirtschaftsgebäude des Stüblergutes HERIS-ID: 75947 Objekt-ID: 89476 | Reisstraße 31 Standort KG: Reisstraße                               | Das Stüblergut wurde urkundlich 1420 als Hospiz und Taverne erwähnt. Das Ensemble besteht aus einem Gasthof, dem Wirtschaftsgebäude und der Messkapelle hll. Rochus und Sebastian. Die Kapelle wurde 1684 geweiht, aus dieser Zeit stammen auch Hochaltar, Kanzel, geschnitzte Empore und Eingangstor. Das Stüblergut erstreckt sich südlich der Gaberl Straße in den Gemeinden Weißkirchen in Steiermark und Lobmingtal. | BDA-Hist.: Q38141622 Status: Bescheid Stand der BDA-Liste: 2025-06-30 Name: Kapelle hll. Rochus und Sebastian sowie Wirtschaftsgebäude des Stüblergutes GstNr.: .54, .55, .56 Kapelle hll. Rochus und Sebastian Reisstraße  |
| ja   | Datei hochladen | Kath. Pfarrkirche hl. Johannes der Täufer und Friedhof HERIS-ID: 51771 Objekt-ID: 57549                      | Reisstraße 37 Standort KG: Reisstraße                               | → Hauptartikel : Pfarrkirche Kleinfeistritz f1 | BDA-Hist.: Q38047535 Status: § 2a Stand der BDA-Liste: 2025-06-30 Name: Kath. Pfarrkirche hl. Johannes der Täufer und Friedhof GstNr.: .1, 559 Pfarrkirche hl. Johannes der Täufer, Kleinfeistritz                          |
| ja   | Datei hochladen | Kath. Filialkirche hl. Andreas HERIS-ID: 77345 Objekt-ID: 90971                                              | Baumkirchen 2 Standort KG: Schoberegg                               | | BDA-Hist.: Q38149034 Status: § 2a Stand der BDA-Liste: 2025-06-30 Name: Kath. Filialkirche hl. Andreas GstNr.: .128 Eppenstein Filialkirche                                                                                 |
| ja   | Datei hochladen | Schickh-Haus HERIS-ID: 46297 Objekt-ID: 48068                                                                | Judenburgerstraße 4 Standort KG: Weißkirchen                        | | BDA-Hist.: Q38020468 Status: Bescheid Stand der BDA-Liste: 2025-06-30 Name: Schickh-Haus GstNr.: 75 Schickh-Haus Weißkirchen                                                                                                |
| ja   | Datei hochladen | Grabmal Wintersberger HERIS-ID: 77151 Objekt-ID: 90767                                                       | bei Judenburgerstraße 31 Standort KG: Weißkirchen                   | Die Friedhofkapelle Grabmal Wintersberger steht markant an der Westfront des vorderen Weißkirchner Friedhofes, ist dem hl. Aloisius geweiht und findet als Priestergrabstätte Verwendung. | BDA-Hist.: Q38148754 Status: § 2a Stand der BDA-Liste: 2025-06-30 Name: Grabmal Wintersberger GstNr.: 262 Grabmal Wintersberger Weißkirchen                                                                                 |
| ja   | Datei hochladen | Pfarrhof HERIS-ID: 51968 Objekt-ID: 57817                                                                    | Zeltwegerstraße 5 Standort KG: Weißkirchen                          | | BDA-Hist.: Q38048277 Status: § 2a Stand der BDA-Liste: 2025-06-30 Name: Pfarrhof GstNr.: 93 Pfarrhof St. Veit Weißkirchen                                                                                                   |
| ja   | Datei hochladen | Kath. Pfarrkirche hl. Veit HERIS-ID: 51969 Objekt-ID: 57818                                                  | Zeltwegerstraße 5a Standort KG: Weißkirchen                         | Die 1066 erstmals urkundlich erwähnte Pfarrkirche zum heiligen Veit war von 1103 bis 1958 dem Stift St. Lambrecht inkorporiert. 1903 bis 1904 erfolgte ein weitgehender Neubau im neugotischen Stil. Die Kirche enthält im Kern einen romanischen Turm und einen spätgotischen Altar sowie spätgotische Fresken aus dem Jahre 1504.                                                                                       | BDA-Hist.: Q38048285 Status: § 2a Stand der BDA-Liste: 2025-06-30 Name: Kath. Pfarrkirche hl. Veit GstNr.: 91 Pfarrkirche St. Veit Weißkirchen                                                                              |

## Ehemalige Denkmäler
| Foto |                 | Denkmal                                              | Standort                              | Beschreibung | Metadaten |
| ---- | --------------- | ---------------------------------------------------- | ------------------------------------- | ------------ | --- |
| ja   | Datei hochladen | Wohnhaus, ehem. Volksschule Objekt-ID: 90880bis 2014 | Maria Buch 10 Standort KG: Maria Buch |              | BDA-Hist.: Q106665565 Status: § 2a Stand der BDA-Liste: 2014-06-27 Name: Wohnhaus, ehem. Volksschule GstNr.: .45 Ehemalige Volksschule Maria Buch-Feistritz |
| ja   | Datei hochladen | Bürgerhaus HERIS-ID: 37525 Objekt-ID: 36705bis 2022  | Hauptplatz 5 Standort KG: Weißkirchen |              | BDA-Hist.: Q37976048 Status: Bescheid Stand der BDA-Liste: 2022-07-01 Name: Bürgerhaus GstNr.: 165 Bürgerhaus Weißkirchen - Hauptplatz 5                    |